# Taos (New Mexico)
Taos is een plaats (town) in de Amerikaanse staat New Mexico, en valt bestuurlijk gezien onder Taos County.

## Demografie
Bij de volkstelling in 2000 werd het aantal inwoners vastgesteld op 4700.
In 2006 is het aantal inwoners door het United States Census Bureau geschat op 5193, een stijging van 493 (10,5%).

## Geografie
Volgens het United States Census Bureau beslaat de plaats een oppervlakte van
13,9 km², geheel bestaande uit land. Taos ligt op ongeveer 2130 m boven zeeniveau.